# Château de Nacqueville
Le château de Nacqueville ou château de Fourneville est une demeure des XVe – XVIe siècles, remaniée au XIXe siècle, qui se dresse, dans le Nord-Cotentin, sur le territoire de l'ancienne commune française d'Urville-Nacqueville, dans le département de la Manche, en région Normandie. Le domaine de Nacqueville est partiellement inscrit au titre des monuments historiques.

## Localisation
Le château de Nacqueville est situé, dans une vallée, près des bois, à la limite de Querqueville sur laquelle s'étend une partie du domaine, à 1,8 kilomètre au sud-est de l'église d'Urville-Nacqueville, au sein de la commune nouvelle de La Hague, dans le département français de la Manche.

## Historique
La seigneurie de Nacqueville est issue de la conjonction de deux fiefs situés dans le voisinage, Fourneville et des Marets (Marais), dont les familles fusionnèrent par alliance ou rachat. Elle est alors implantée dans un manoir construit à cet effet, le château de Nacqueville.
Au XIIIe siècle les Carbonnel sont seigneurs des Marets. La seigneurie est soit échangée ou vendue, en 1505, à Pierre de Saint-Gilles.
L'autre portion du fief primitif, celui de Fourneville est, dès 1501, entre les mains de Jean de Grimouville. Celui-ci habite une bâtisse qu'il avait commencé à construire sur l'emplacement du manoir actuel. En 1525, son fils, Jean VI de Grimouville (de Fourneville), épouse sa voisine Renée de Saint-Gilles (du Marais). C'est probablement dans la seconde moitié du XVIe siècle que Pierre de Grimouville, fils de Jean II, et son épouse Guillemette d'Argouges achèvent la construction du manoir tel qu'il se présente à nous aujourd'hui. En 1610, le fief de Fourneville est réuni à celui des Marest, ne formant ainsi qu'une seule seigneurie.
En 1689, le château est acquis par Bernard Mangon des Marest qui fait raser dès l'année suivante l'enceinte défensive, ne conservant que la porterie et ajoute au logis un pavillon, la partie droite du château.
Lors de la guerre de Sept Ans, sous le règne de Louis XV, le château est occupé par les Anglais en août 1758, lors de l'attaque et le pillage de Cherbourg. Ceux-ci avaient débarqué avec une armée forte de 12 000 hommes dans l'anse d'Urville.
En 1794, pendant la Révolution, son propriétaire, Jean-Baptiste Barbout de Querqueville, abrita dans le château des royalistes cherchant à émigrer en Angleterre. Arrêté, déféré devant le tribunal révolutionnaire, et présenté devant le conventionnel Le Carpentier devant lequel il mourut.
En 1826, Hippolyte Clérel de Tocqueville, frère de l'écrivain Alexis de Tocqueville, hérite de son épouse, Émilie Érard de Belisle de Saint-Rémy, du château, qu'il restaure devenant ainsi châtelain de Nacqueville et en 1830, il crée le parc floral dessiné par un paysagiste anglais. En 1877, à la mort de Hippolyte de Tocqueville, le manoir est acheté par monsieur Hildevert Hersent, président des Ingénieurs de France, qui modernise et remeuble le château et améliore le réseau hydrographique du parc.
Lors de la Seconde Guerre mondiale, le château est occupé par des troupes allemandes notamment issus des jeunesses hitlériennes, puis lors de la bataille de Normandie, par un état-major américain, et l'entassement, en 1945, de 60 000 prisonniers dans le parc. Les américains choisiront 632 prisonniers afin de leur faire bénéficier d'un programme d'enseignement, dite « Projet Tournesol », qui fonctionnera du 30 juillet à novembre 1945 dans la cour du château, sous des tentes.
En 2018, la propriété est la possession de Florence d'Harcourt, l'arrière arrière-petite fille d'Hildevert Hersent.

## Description
Le château bâti dans le courant du XVIe siècle par trois générations successives de la famille de Grimouville, a été transformé au XVIIe siècle, et fortement restauré à la fin du XIXe siècle.
Du château médiéval, il subsiste la porterie, aujourd'hui isolé du reste du bâtiment, encadrée de deux tours rondes, coiffées en poivrière, liées par un long porche charretier que surmonte une grande fenêtre à meneaux. Entre les rainures encore nettement visibles de l'ancien pont-levis, précédé par les anciennes douves, dont une partie encore en eau, s'ouvre une fenêtre centrale à meneaux, sous laquelle le couple de Tocqueville a sculpté ses armes ; d'argent à la fasce de sable accompagnée en chef de trois merlettes de sable et de trois tourteaux d'azur en pointe 2 et 1 pour le comte de Tocqueville, et d'or à une tige de 3 feuilles de laurier (ou un trèfle) de sinople accompagnée de trois merlettes de sable 2 en chef et 1 en pointe pour son épouse (1826), Émilie Érard de Belisle de Saint-Rémy (1805-1870).
Le logis du XVIe siècle, construit dans le style Renaissance, comporte un long corps de logis que flanque sur sa gauche une tour ronde au toit en poivrière, tandis que sur sa droite, un pavillon prolonge le logis. Haut d'un étage, il s'éclaire par des fenêtres XVIe surmonté de lucarnes hautes refaites au XIXe siècle dans un style imitant le XVIe.
Une inscription, gravé sur la façade du logis rappelle le dernier débarquement offensif des Anglais en Normandie : « Les Anglais on dessendu le 7 d'aoust ano 1758 ».
À l'intérieur, on peut voir une belle cheminée Renaissance à double manteau et sans hotte, soutenu par des consoles, renforcées par deux pieds-droits en forme de colonnes engagées. Au premier étage, les manteaux finement sculptés s'inscrivent entre deux piliers carrés et au second entre deux colonnettes rondes.

## Le parc
Le parc à l'anglaise, dessiné vers 1830, sous le Second Empire sur la demande du comte Hippolyte de Tocqueville, par un paysagiste anglais, s'étend sur 35 hectares. Il est traversé par le ruisseau des Castelets, et abrite de nombreuses variétés de plantes florales. Des étangs, cascades et fontaines sont disséminés parmi des palmiers, gunneras et plantes exotiques.

## Protection
Au titre des monuments historiques :
- la porte et son pont-levis sont inscrits par arrêté du 16 mai 1944 ;
- les façades et toitures du château et le parc avec l'ensemble de ses aménagements hydrauliques sont inscrits par arrêté du 20 novembre 1992.

Le parc d'une surface de 110 hectares est « site naturel classé » par arrêté du 10 mars 1969.

## Lieu de tournage
En juillet 1922, René Le Somptier, réalisateur normand, tournera au château un long-métrage muet La dame de Monsoreau. Quelques scènes seront tournées au château de Martinvast.

## Visite
Seul le parc est ouvert à la visite. Le hall d'entrée du château est ouvert uniquement lors des Journées du patrimoine, où Florence d'Harcourt reçoit les visiteurs. La poterne est également ouverte au public.

Autres vues
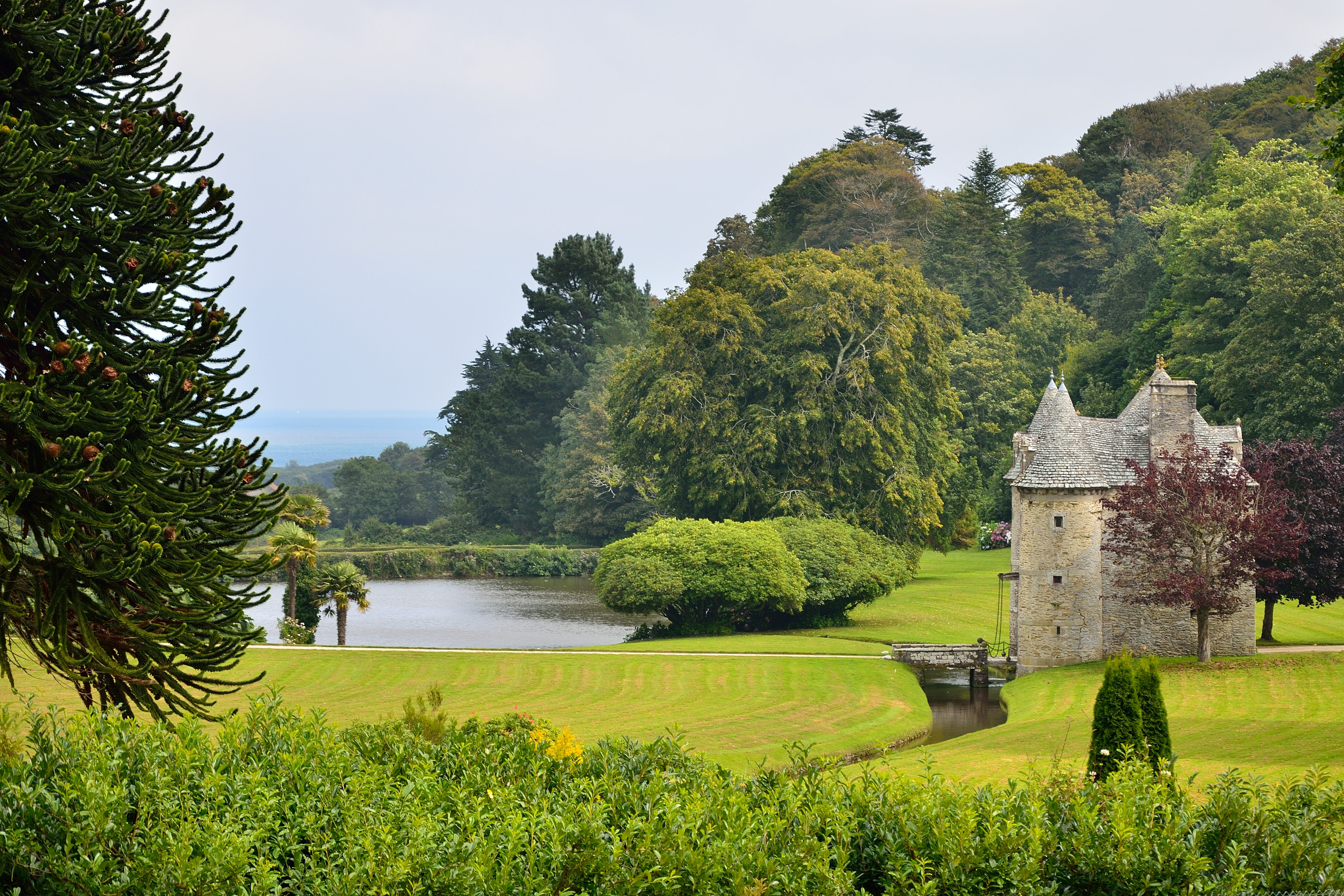
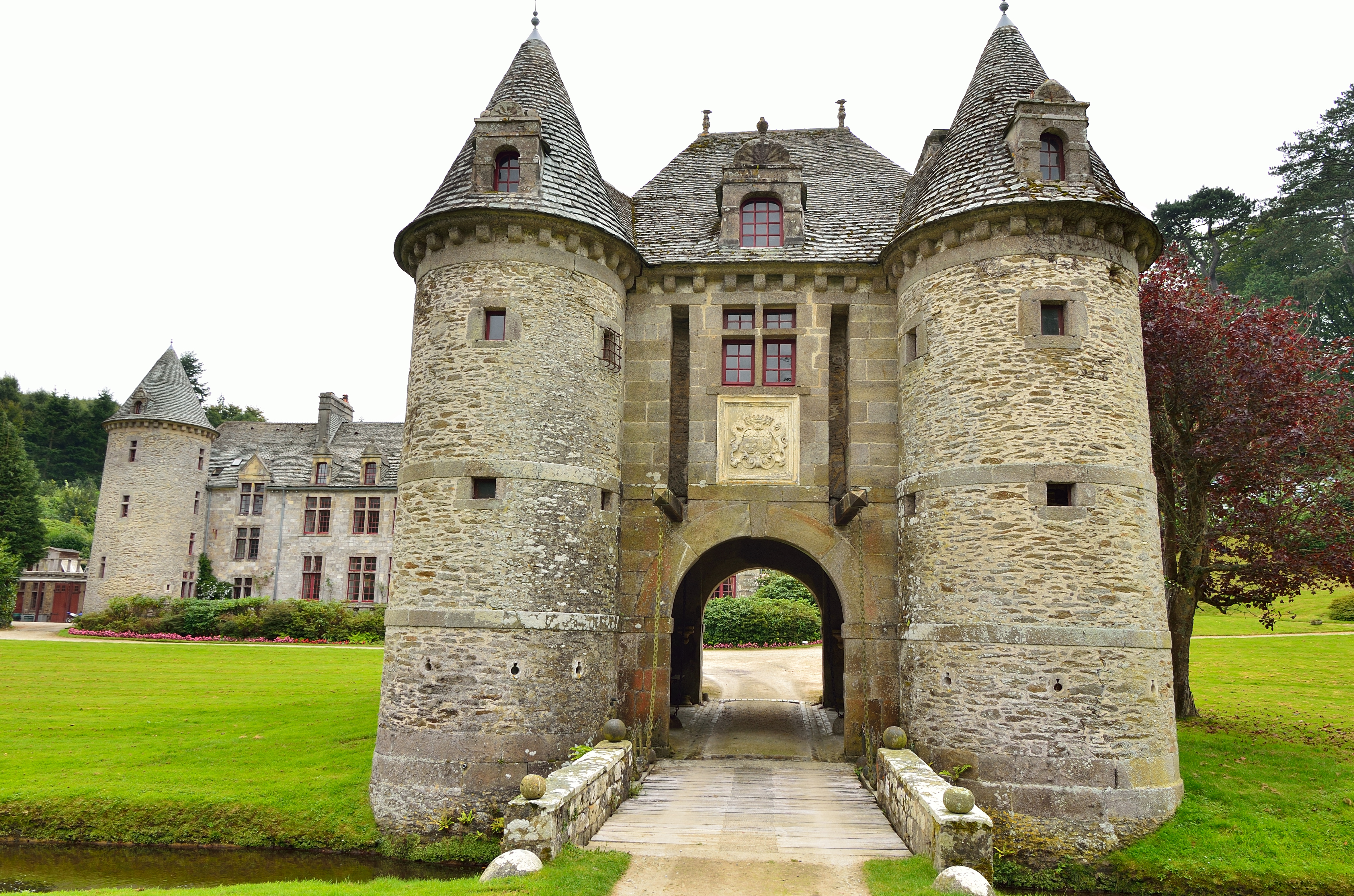
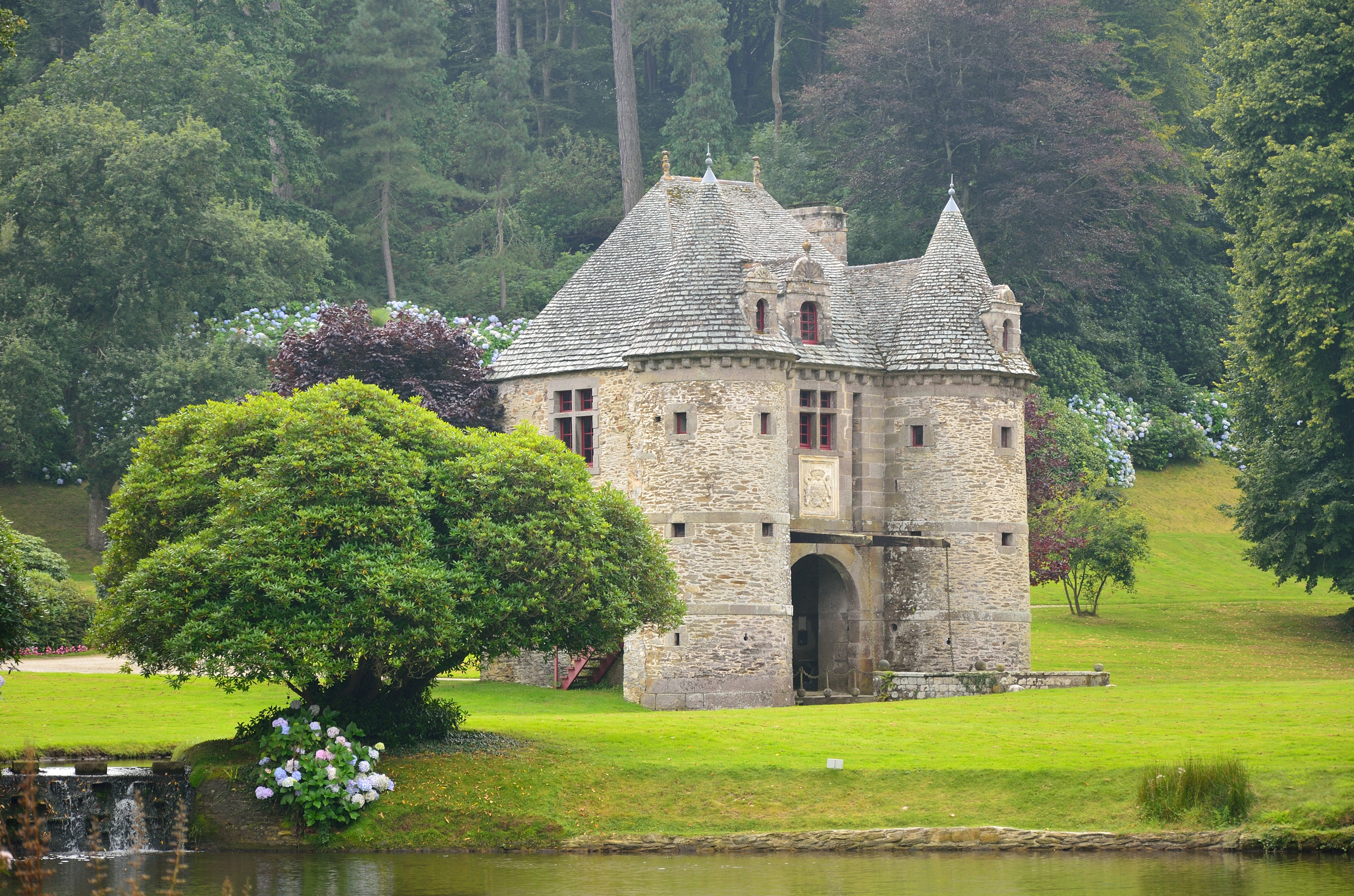